# Robert Parish
Robert Lee Parish (* 30. August 1953 in Shreveport, Louisiana) ist ein ehemaliger US-amerikanischer Basketballspieler. Er spielte von 1977 bis 1997 in der nordamerikanischen Profiliga NBA und ist hauptsächlich bekannt für seine Zeit bei den Boston Celtics.
Der 2,16 Meter große Parish spielte auf der Position des Center und bildete mit Power Forward Kevin McHale und Small Forward Larry Bird einen der besten Frontcourts der NBA-Geschichte. Parish gewann drei NBA-Meisterschaften mit den Celtics und zum Abschluss seiner NBA-Karriere im Jahre 1997 noch eine weitere Meisterschaft mit den Chicago Bulls um Superstar Michael Jordan.
Parish wurde während seiner 21-jährigen Karriere neunmal ins All-Star-Team gewählt. Mit 1.611 absolvierten Spielen in der regulären Saison hält er den NBA-Rekord in dieser Kategorie. 2003 wurde er in die Naismith Memorial Basketball Hall of Fame aufgenommen.

## Erfolge und Auszeichnungen
- 4× NBA Champion: 1981, 1984, 1986, 1997
- 9× NBA All-Star: 1981–1987, 1990, 1991
- 1× All-NBA Second Team: 1982
- 1× All-NBA Third Team: 1989
- Trikotnummer 00 wird von den Boston Celtics nicht mehr vergeben
- Aufnahme in die Naismith Memorial Basketball Hall of Fame (2003)
- Aufnahme in die Liste der 50 Greatest Players in NBA History (1996)

## Statistiken

### NBA

#### Hauptrunde
| Saison   | Team         | GP   | GS   | MPG  | FG % | 3P % | FT % | RPG  | APG | SPG | BPG | PPG  |
| -------- | ------------ | ---- | ---- | ---- | ---- | ---- | ---- | ---- | --- | --- | --- | ---- |
| 1976–77  | Golden State | 77   | 1    | 18.0 | .503 | –    | .708 | 7.1  | 1.0 | 0.7 | 1.2 | 9.1  |
| 1977–78  | Golden State | 82   | 37   | 24.0 | .472 | –    | .625 | 8.3  | 1.2 | 1.0 | 1.5 | 12.5 |
| 1978–79  | Golden State | 76   | 75   | 31.7 | .499 | –    | .698 | 12.1 | 1.5 | 1.3 | 2.9 | 17.2 |
| 1979–80  | Golden State | 72   | 69   | 29.4 | .507 | .000 | .715 | 10.9 | 1.7 | 0.8 | 1.6 | 17.0 |
| 1980–81  | Boston       | 82   | 78   | 28.0 | .545 | .000 | .710 | 9.5  | 1.8 | 1.0 | 2.6 | 18.9 |
| 1981–82  | Boston       | 80   | 78   | 31.7 | .542 | .000 | .710 | 10.8 | 1.8 | 0.8 | 2.4 | 19.9 |
| 1982–83  | Boston       | 78   | 76   | 31.5 | .550 | .000 | .698 | 10.6 | 1.8 | 1.0 | 1.9 | 19.3 |
| 1983–84  | Boston       | 80   | 79   | 35.8 | .546 | .000 | .745 | 10.7 | 1.7 | 0.7 | 1.5 | 19.0 |
| 1984–85  | Boston       | 79   | 78   | 36.1 | .542 | .000 | .743 | 10.6 | 1.6 | 0.7 | 1.3 | 17.6 |
| 1985–86  | Boston       | 81   | 80   | 31.7 | .549 | .000 | .731 | 9.5  | 1.8 | 0.8 | 1.4 | 16.1 |
| 1986–87  | Boston       | 80   | 80   | 37.4 | .556 | .000 | .735 | 10.6 | 2.2 | 0.8 | 1.8 | 17.5 |
| 1987–88  | Boston       | 74   | 73   | 31.2 | .589 | .000 | .734 | 8.5  | 1.6 | 0.7 | 1.1 | 14.3 |
| 1988–89  | Boston       | 80   | 80   | 35.5 | .570 | .000 | .719 | 12.5 | 2.2 | 1.0 | 1.5 | 18.6 |
| 1989–90  | Boston       | 79   | 78   | 30.3 | .580 | .000 | .747 | 10.1 | 1.3 | 0.5 | 0.9 | 15.7 |
| 1990–91  | Boston       | 81   | 81   | 30.1 | .598 | .000 | .767 | 10.6 | 0.8 | 0.8 | 1.3 | 14.9 |
| 1991–92  | Boston       | 79   | 79   | 28.9 | .535 | .000 | .772 | 8.9  | 0.9 | 0.9 | 1.2 | 14.1 |
| 1992–93  | Boston       | 79   | 79   | 27.2 | .535 | .000 | .689 | 9.4  | 0.8 | 0.7 | 1.4 | 12.6 |
| 1993–94  | Boston       | 74   | 74   | 26.9 | .491 | .000 | .740 | 7.3  | 1.1 | 0.6 | 1.3 | 11.7 |
| 1994–95  | Charlotte    | 81   | 4    | 16.7 | .427 | .000 | .703 | 4.3  | 0.5 | 0.3 | 0.4 | 4.8  |
| 1995–96  | Charlotte    | 74   | 34   | 14.7 | .498 | .000 | .704 | 4.1  | 0.4 | 0.3 | 0.7 | 3.9  |
| 1996–97  | Chicago      | 43   | 3    | 9.4  | .490 | .000 | .677 | 2.1  | 0.5 | 0.1 | 0.4 | 3.7  |
| Gesamt   | Gesamt       | 1611 | 1320 | 28.4 | .537 | .000 | .721 | 9.1  | 1.4 | 0.8 | 1.5 | 14.5 |
| All-Star | All-Star     | 9    | 1    | 15.8 | .529 | –    | .667 | 5.9  | 0.9 | 0.4 | 0.9 | 9.6  |

#### Playoffs
| Saison  | Team         | GP  | GS  | MPG  | FG % | 3P % | FT % | RPG  | APG | SPG | BPG | PPG  |
| ------- | ------------ | --- | --- | ---- | ---- | ---- | ---- | ---- | --- | --- | --- | ---- |
| 1976–77 | Golden State | 10  | 0   | 23.9 | .481 | –    | .654 | 10.3 | 1.1 | 0.7 | 1.1 | 12.1 |
| 1980–81 | Boston       | 17  | 17  | 28.9 | .493 | .000 | .672 | 8.6  | 1.1 | 1.2 | 2.3 | 15.0 |
| 1981–82 | Boston       | 12  | 12  | 35.5 | .488 | .000 | .680 | 11.3 | 1.5 | 0.4 | 4.0 | 21.3 |
| 1982–83 | Boston       | 7   | 7   | 35.6 | .483 | .000 | .850 | 10.6 | 1.3 | 0.7 | 1.3 | 14.7 |
| 1983–84 | Boston       | 23  | 23  | 37.8 | .478 | .000 | .646 | 10.8 | 1.2 | 1.0 | 1.8 | 14.9 |
| 1984–85 | Boston       | 21  | 21  | 38.2 | .493 | .000 | .784 | 10.4 | 1.5 | 1.0 | 1.6 | 17.1 |
| 1985–86 | Boston       | 18  | 18  | 32.8 | .471 | .000 | .652 | 8.8  | 1.4 | 0.5 | 1.7 | 15.0 |
| 1986–87 | Boston       | 80  | 80  | 37.4 | .556 | .000 | .735 | 10.6 | 2.2 | 0.8 | 1.8 | 17.5 |
| 1987–88 | Boston       | 17  | 17  | 36.8 | .532 | .000 | .820 | 9.9  | 1.2 | 0.6 | 1.1 | 14.7 |
| 1988–89 | Boston       | 3   | 3   | 37.3 | .455 | .000 | .778 | 8.7  | 2.0 | 1.3 | 0.7 | 15.7 |
| 1989–90 | Boston       | 5   | 5   | 34.0 | .574 | .000 | .944 | 10.0 | 2.6 | 1.0 | 1.4 | 15.8 |
| 1990–91 | Boston       | 10  | 10  | 29.6 | .598 | .000 | .689 | 9.2  | 0.6 | 0.8 | 0.7 | 15.8 |
| 1991–92 | Boston       | 10  | 10  | 33.5 | .495 | .000 | .714 | 9.7  | 1.4 | 0.7 | 1.5 | 12.0 |
| 1992–93 | Boston       | 4   | 4   | 36.5 | .544 | .000 | .857 | 9.5  | 1.3 | 0.2 | 1.5 | 17.0 |
| 1994–95 | Charlotte    | 4   | 0   | 17.8 | .545 | .000 | .400 | 2.3  | 0.3 | 0.0 | 0.8 | 3.5  |
| 1996–97 | Chicago      | 2   | 0   | 9.0  | .143 | .000 | .000 | 2.0  | 0.0 | 0.0 | 1.5 | 1.0  |
| Gesamt  | Gesamt       | 184 | 168 | 33.6 | .506 | .000 | .722 | 9.6  | 1.3 | 0.8 | 1.7 | 15.3 |